# ウィリアム・マクレー (クリケット選手)
ウィリアム・アレクサンダー・マクレー（William Alexander McRae, 1904年6月18日 – 1973年7月25日）は、オーストラリアのクリケット選手。1927/28シーズンから1928/29シーズンにかけて、ウエスタン・ウォリアーズでファーストクラス4試合に出場した。